# Ophrys × fernandii
Ophrys × fernandii là một loài thực vật có hoa trong họ Lan. Loài này được Rolfe mô tả khoa học đầu tiên năm 1918.